# ویدی، وینسکانسین
ویدی (به انگلیسی: Withee) یک روستا در ایالات متحده آمریکا است که در شهرستان کلارک، ویسکانسین واقع شده‌است. ویدی ۲٫۱۵ کیلومتر مربع مساحت و ۴۸۷ نفر جمعیت دارد و ۳۸۰ متر بالاتر از سطح دریا واقع شده‌است.